# 헨리 폴릭 2세
헨리 폴릭 2세(Henry Polic II, 1945년 2월 20일 ~ 2013년 8월 11일)는 미국의 배우, 성우이다.
피츠버그에서 태어났으며 로스앤젤레스에서 사망하였다. 사인은 암이다.

## 출연 작품

### 영화
- Oh, God! Book II (1980) - 정신과의사 5 역

### 텔레비전
- 아들과 딸들 (1978-80)
- 꿈꾸는 낙원 (1978-81)